# Cité universitaire Bardo II
La Cité universitaire Bardo II est un club tunisien de football féminin basé au Bardo.
En 2010-2011, elle participe au championnat de Ligue II.